# سانتا سوفیا
سانتا سوفیا (به ایتالیایی: Santa Sofia) یک کومونه در ایتالیا است که در استان فورلی-چزنا واقع شده‌است.

## خصوصیات
سانتا سوفیا ۱۴۸٫۵ کیلومترمربع مساحت و ۴٬۲۳۸ نفر جمعیت دارد و ۲۵۷ متر بالاتر از سطح دریا واقع شده‌است.